# 四库全书馆
四库全书馆为四库全书的编纂机构。组织如下：

## 机构性质及组织
- 正总裁：总负责馆内事务。
- 副总裁：协助正总裁。

下属有：
- 总阅官：总负责阅定。
- 总纂官：总负责编写。
- 总校官：总负责校訂。
- 总目协勘官：管理协定全书总目。
- 翰林院提调官、武英殿提调官：管理提取翰林院、武英殿藏书。

总纂官下属有纂修官负责编书工作，分为四种：
- 校勘《永乐大典》
- 校勘各省所到遗书
- 黄签考证
- 天文算学

总校官下属有分校官分任负责校訂工作，有篆隶分校官和绘图分校官，其他多由纂修官兼任。
缮书处：专门负责抄书的工作，有总校官总负责校对脱误，分校官分任校对工作。
督催官：专门负责督促编书抄书工作。
翰林院收掌、武英殿收掌、缮书处收掌：负责三处书籍的进出。
监造官：专门负责刊刻印刷装订整理工作。

## 机构人员
自开馆至第一部书完成，共有360人担任馆职。
参见：四库全书馆馆员列表

## 历任正副总裁
正总裁：
- 爱新觉罗永瑢
- 爱新觉罗永璇
- 爱新觉罗永瑆
- 刘统勋
- 刘纶
- 舒赫德
- 阿桂
- 于敏中
- 英廉
- 程景伊
- 嵇璜
- 福隆安
- 和珅
- 蔡新
- 裘曰修
- 王际华

副总裁：
- 梁国治
- 曹秀先
- 刘墉
- 王杰
- 彭元瑞
- 钱汝诚
- 金简
- 董诰
- 曹文埴
- 沈初